# Clemens Range
Clemens Range (* 5. Juni 1955 in Berlin-Wilmersdorf) ist ein deutscher Journalist und Autor.

## Leben
Range machte zunächst eine Ausbildung zum Kaufmann und absolvierte dann ein Volontariat bei der Welt am Sonntag und war in der Folge von 1980 bis 1982 dort als Redakteur beschäftigt. Es folgten Tätigkeiten für das Westfalen-Blatt (1983–85) und von 1986 bis 1999 Redaktionsleitung bei der Tageszeitung Die Welt. Danach war Range bis 2000 Leiter der Informationsabteilung und Pressesprecher beim Deutschen Atomforum und leitete von 2001 bis 2003 die Abteilung Medien und Kommunikation des Bundesverbandes mittelständische Wirtschaft. 2003 gründete er in Berlin Kommunikationsagentur TRANSLIMES Media. 2005 bis 2006 war er als Nachfolger von Hans-Jürgen Mahlitz Chefredakteur der von der Landsmannschaft Ostpreußen herausgegebenen Preußischen Allgemeinen Zeitung.
In der Bundeswehr bekleidet er den Rang eines Oberstleutnants der Reserve und war während einer Wehrübung u. a. als Kommandeur des Panzergrenadierbataillons 412 eingesetzt.

## Rezeption
Seine Darstellung des Verhältnisses der Wehrmacht zum Traditionserbe der Bundeswehr wurde teilweise kritisiert. Die Wehrmacht charakterisiert Range „trotz einiger Verstrickungen in Kriegsverbrechen dennoch [als] Übermittler von Werten, Tugenden und Berufseigentümlichkeiten aus 300 Jahren Militärgeschichte an die Bundeswehr“.
Rainer Blasius urteilte in der FAZ, Range habe in seinem Buch Kriegsgedient. Die Generale und Admirale der Bundeswehr zwar  viele interessante biographische Details zusammengetragen, neige aber zu Verklärungen und schwelge oft in „der Frontromantik von ‚Landser‘-Heften“.

## Schriften (Auswahl)
- Die Ritterkreuzträger der Kriegsmarine. Motorbuch-Verlag, Stuttgart 1974, ISBN 3-87943-355-0.
- Das Heer der Bundeswehr. Geschichte, Organisation, Laufbahnen. Motorbuch-Verlag, Stuttgart 1978, ISBN 3-87943-498-0.
- Die Generale und Admirale der Bundeswehr. E.S. Mittler, Herford 1990, ISBN 3-8132-0350-6.
- Die geduldete Armee. 50 Jahre Bundeswehr. Mit einem Vorwort von Günter Kießling. Translimes-Media-Verlag, Müllheim 2005, ISBN 3-00-015382-9.
- Tapferer Adel. Translimes-Media-Verlag, Müllheim 2010, ISBN 978-3-00-033084-1.
- Kriegsgedient. Die Generale und Admirale der Bundeswehr. Translimes-Media-Verlag, Müllheim 2013, ISBN 978-3-00-043646-8.